# Jay Wells
Gordon Jay Wells (* 18. Mai 1959 in Paris, Ontario) ist ein ehemaliger kanadischer Eishockeyspieler und -trainer. In seiner 18 Spielzeiten andauernden Karriere absolvierte Wells 1.211 Spiele für die Los Angeles Kings, Philadelphia Flyers, Buffalo Sabres, New York Rangers, St. Louis Blues sowie die Tampa Bay Lightning in der National Hockey League auf der Position des Verteidigers. Im Jahr 1994 gewann er mit den Rangers den Stanley Cup.

## Karriere
Wells wurde in der Kleinstadt Paris in der kanadischen Provinz Ontario geboren. In seiner Jugend spielte er für die Kingston Canadians in der Ontario Major Junior Hockey League. Bei den Canadiens absolvierte der Spieler insgesamt drei Spielzeiten. Am Ende seiner dritten und letzten Juniorensaison wurde Wells in das First All-Star-Team der OMJHL aufgenommen. Beim NHL Entry Draft 1979 wurde der Kanadier in der ersten Runde an insgesamt 16. Position von den Los Angeles Kings ausgewählt.
Wells begann die NHL-Saison 1979/80 bei Los Angeles’ Farmteam, den Binghamton Dusters, in der American Hockey League. In Binghamton absolvierte der Abwehrspieler 28 Partien und gehörte ab dann zum Stammkader der Kings. Jay Wells verbrachte insgesamt neun Spielzeiten bei den Kings, dabei fiel er besonders durch sein körperbetontes Spiel auf; so erhielt er in der Saison 1985/86 in 79 absolvierten Spielen 226 Strafminuten. In jeder seiner neun Saisons in Los Angeles erreichte der Spieler Strafminuten im dreistelligen Bereich.
Am 29. September 1989, kurz vor Beginn der Saison 1988/89, wurde Jay Wells zu den Philadelphia Flyers transferiert. Los Angeles erhielt im Gegenzug den Spieler Doug Crossman. In Philadelphia behielt er seine harte Gangart bei und erreichte in 133 Spielen für die Flyers 313 Strafminuten, bevor er am 5. März 1990 erneut transferiert wurde: Der Spieler wurde zusammen mit einem Viertrunden-Draftpick für den NHL Entry Draft 1991 im Tausch gegen Kevin Maguire sowie einen Zweitrunden-Draftpick für den NHL Entry Draft 1990 zu den Buffalo Sabres geschickt. Knapp zwei Jahre später, am 9. März 1992, transferierten ihn die Sabres im Tausch gegen Randy Moller an die New York Rangers weiter.
In New York blieb der Spieler bis zum Ende der Saison 1994/95. In der Spielzeit zuvor gewann er mit den Rangers den Stanley Cup, nachdem im Finale die Vancouver Canucks besiegt wurden. Am 31. Juli 1995 wurde Wells zu den St. Louis Blues geschickt, die New York Rangers erhielten im Gegenzug Doug Lidster. Nach einer Spielzeit bei den Blues unterschrieb der Abwehrspieler vor Beginn der Spielzeit 1996/97 einen Vertrag bei den Tampa Bay Lightning, für die er noch 21 Spiele bestritt um im Anschluss an diese Saison seine Karriere beendete.
Nach seiner aktiven Laufbahn war er zunächst eine Saison lang als Assistenztrainer des American-Hockey-League-Teams Portland Pirates tätig sowie von 1998 bis 2001 als Co-Trainer bei den Hershey Bears beschäftigt. Nach einer Auszeit arbeitete er 2008/09 erneut als Assistenztrainer, diesmal beim AHL-Klub Manitoba Moose. Von 2011 und 2014 war er in gleicher Position bei den Barrie Colts in der OHL tätig.

## Erfolge und Auszeichnungen
- 1979 OMJHL First All-Star-Team
- 1994 Stanley-Cup-Gewinn mit den New York Rangers

### International
- 1986 Bronzemedaille bei der Weltmeisterschaft

## Karrierestatistik

### International
Vertrat Kanada bei:
- Weltmeisterschaft 1986

(Legende zur Spielerstatistik: Sp oder GP = absolvierte Spiele; T oder G = erzielte Tore; V oder A = erzielte Assists; Pkt oder Pts = erzielte Scorerpunkte; SM oder PIM = erhaltene Strafminuten; +/− = Plus/Minus-Bilanz; PP = erzielte Überzahltore; SH = erzielte Unterzahltore; GW = erzielte Siegtore; 1 Play-downs/Relegation; Kursiv: Statistik nicht vollständig)